# Desmopauropus dukensis
Desmopauropus dukensis är en mångfotingart som först beskrevs av Starling 1943.  Desmopauropus dukensis ingår i släktet Desmopauropus och familjen fåfotingar. Inga underarter finns listade i Catalogue of Life.